# London Underground 1959 Stock
London Underground 1959 Stock (także 1959 Tube Stock lub 1959 Stock) – elektryczny zespół trakcyjny produkowany w latach 1959-1960 dla metra londyńskiego przez przedsiębiorstwo Metro Cammell.
Wstępnie zamówionych zostało 76 zestawów 7-członowych (łącznie 532 wagonów), mających służyć na linii Piccadilly. Pierwszy pociąg rozpoczął służbę 14 grudnia 1959 roku. 57 pociągów zostało jednak w pierwszej kolejności skierowanych na linię Central, ze względu na pilną potrzebę zastąpienia obsługujących ją zestawów klasy Standard Stock. Jako że do obsługi linii Central wykorzystywane były składy 8-wagonowe, zadecydowano o produkcji 57 dodatkowych wagonów klasy 1959 Stock.
W latach 1962–1964 zastąpiono obsługujące linię Central zestawy tej klasy nowymi, konstrukcyjnie zbliżonymi pociągami 1962 Stock, a te pierwsze przeniesiono na linię Piccadilly. Na linii Central pozostawiono jednak dodatkowe wagony.
W 1975 roku zestawy klasy 1959 Stock rozpoczęły obsługę linii Northern, a do 1979 roku zniknęły z linii Piccadilly, zastąpione pociągami 1973 Stock.
W latach 1983–1989 pociągi kursowały także na linii Bakerloo. Ostatni pociąg, obsługujący linię Northern, został wycofany z eksploatacji 27 stycznia 2000 roku.